# Charles Older
Charles Older (29. září 1917, Hanford, Kalifornie, USA – 17. června 2006, Los Angeles) byl americký letec a soudce.
Během druhé světové války byl členem dobrovolnické letecké skupiny, známé jako Létající tygři. Po rozpadu skupiny působil v Americkém letectvu. Později působil také v Korejské válce. V roce 1952 vystudoval právní fakultu Univerzity Jižní Kalifornie. Později byl soudcem v případu Charlese Mansona a jeho rodiny. V jednu chvíli se ho Manson pokusil napadnout. Zemřel po komplikacích způsobených pádem ve věku 88 let.